# Waniejewo (rejon czerepowiecki)
Waniejewo (ros. Ванеево) – wieś (dieriewnia) w Rosji, w obwodzie wołogodzkim, w rejonie czerepowieckim. W 2010 liczyła 87 mieszkańców.